# 美國漫畫黃金時代
美國漫畫黃金時代（英語：Golden Age of Comic Books）是美國漫畫歷史中的一個時段，一般認為此一時期是由1930年代開始直到1950年代中期為止，在這段時間中漫畫書開始受到極大的歡迎，超級英雄的題材典型在此時期被創造與定義出；許多現在最出名的超級英雄即是在此一時代出現的。
在此一時期中，漫畫書首次成為主流藝術的一部份，首次創造出超級英雄此一題材同時也是此一題材首次次獨佔市場，第一世代的編劇，藝術家以及編輯在此時代中定義出漫畫這個媒體的藝術辭彙並進行創作者間的對話。

## 歷史
漫畫愛好者與歷史學家普遍同意黃金時代的開始時間不晚於1938年，DC漫畫在該年出版了超人首次出現的《動作漫畫》第一期。部份人士認為黃金時代開始於1930年代更早期的事件，例如《歐佛史崔特漫畫價目指南》（Overstreet Comic Book Price Guide）發行的《黃金時代季刊》（Golden Age Quarterly）內列舉了自1933年以來的漫畫書（1933年開始出現了日後沿用為漫畫標準尺寸的漫畫書）；部份歷史學家，包括了羅捷·賽賓（Roger Sabin），在其著作《漫畫，地下漫畫以及繪本：漫畫藝術的歷史》（Comics, Comix, and Graphic Novels: a History of Comic Art）中將黃金時期的開始時間定在由DC漫畫前身公司所出版的第一本原創漫畫故事（1935年），而非重印報紙連載的漫畫。然而第一個漫畫超級英雄超人是如此的受歡迎，以致於超級英雄的題材很快的就霸佔了所有漫畫書的版面，為黃金時代的特質做出了真正的定義。從1939年初到1941年後期，DC漫畫與其姊妹公司全美漫畫（All-American Comics）介紹了許多膾炙人口的超級英雄如蝙蝠俠與羅賓、神奇女郎、閃電俠、綠燈俠、原子俠（The Atom）、獵鷹俠（Hawkman），以及水行侠；而驚奇漫畫1940年代的前身快捷漫畫（Timely Comics）旗下百萬銷售量的超級英雄則包括了霹靂火、海底人（Sub-Mariner）以及美國隊長。

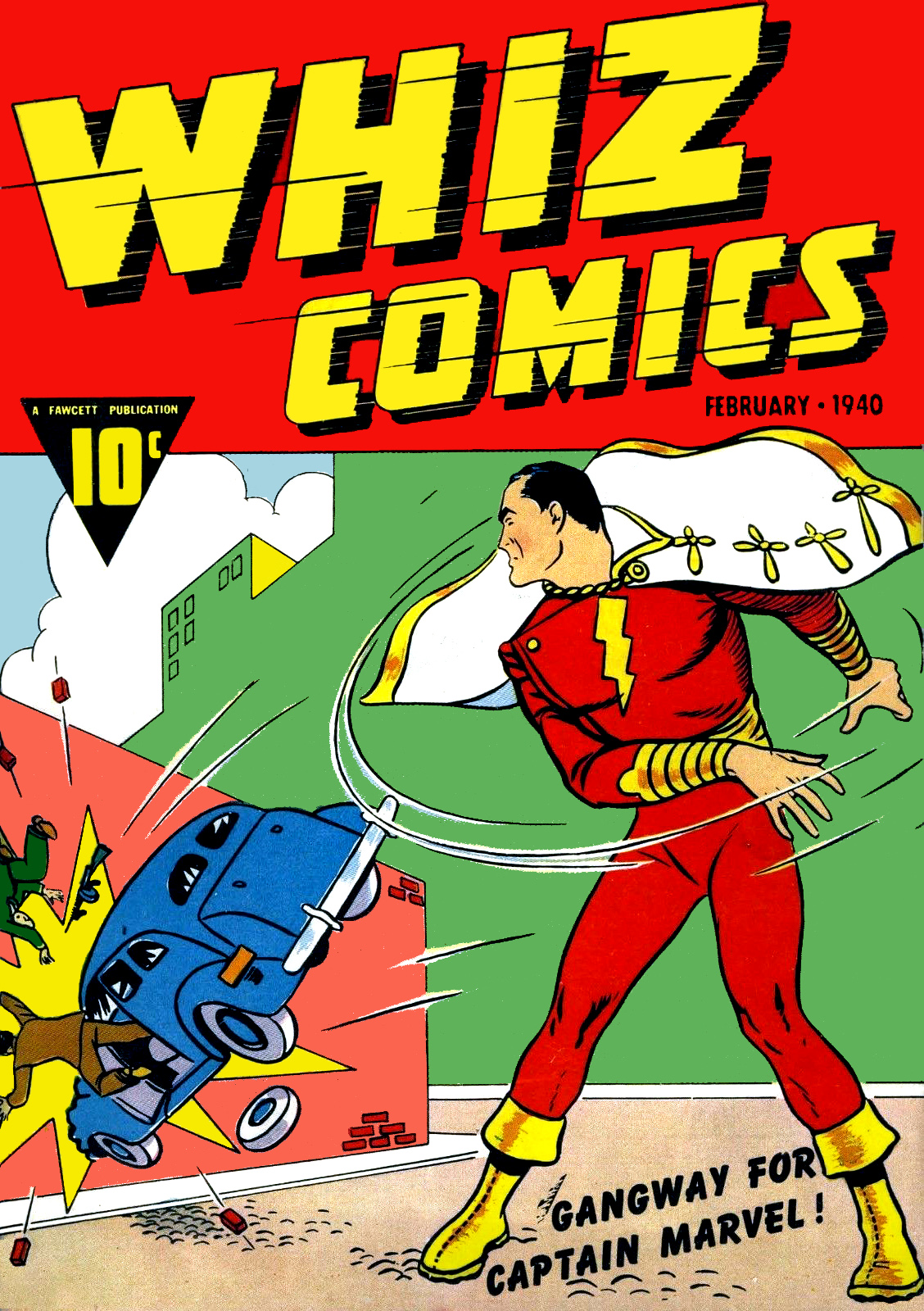
《Whiz Comics》 #2 (1940年二月)，惊奇队长首次出現。封面由C. C. Beck繪製。

雖然DC與快捷漫畫公司其下的人物在現代比較讓人耳熟能詳，但依據銷售量顯示1940年代賣座最好的可能是福西特漫画的惊奇队长。依據《巫師》（Wizard）雜誌179期（2006年九月）中班·摩爾斯（ben Morse）的文章“意外”（Thunderstruk）指出：“到了1940年中期佛賽漫畫的《驚奇隊長大冒險》（Captain Marvel Adventures）每期可以售出約一百四十萬本，是當時美國流通量最高的漫畫。驚奇隊長的漫畫銷售量遠高出超人的同名漫畫與《動作漫畫》。“
優良漫畫公司（Quality Comics）的塑膠人（Plastic Man）與漫畫家威爾·艾斯納（Will Eisner）的非超級英雄假面偵探幽靈（The Spirit），這類原本發佈於新聞報紙中但重印於漫畫書形式的人物亦極度受歡迎。第二次世界大戰對漫畫造成極大的影響。漫畫書，尤其是超級英雄漫畫，因為便宜，易於攜帶，題材又是簡單易讀的正義戰勝邪惡故事，在戰時受到極大的歡迎。美國的漫畫公司常描繪旗下英雄打擊軸心國勢力的情節：超級英雄拳打納粹首領希特勒或與暴牙的日本軍人交戰的漫畫封面成為黃金時代的特點。
雖然黃金時代對流行文化最大的貢獻是創造出超級英雄，但仍有許多不同題材的漫畫在書報攤上與超人和美國隊長陳列在一起。黃金時代包含了許多以滑稽動物，西部牛仔，浪漫愛情，以及叢林冒險為題材的漫畫。《史特蘭克的漫畫歷史2》(Steranko History of Comics 2)指出戴爾漫畫公司（Dell Comics）旗下的非超級英雄人物，尤其是華特迪士尼授權的動畫人物漫畫，銷售量遠超過當時的超級英雄漫畫。戴爾漫畫公司出版了許多電影與文學授權的漫畫如米老鼠、唐老鴨、洛依·羅捷斯（Roy Rogers）與泰山，流通量每月可達百萬本；而《唐老鴨》的編劇兼畫家卡爾·巴克斯（Carl Barks）亦被視為黃金時代的重要人物。另一個在黃金時代創造出來且值得注意並持續至現代的非超人英雄是阿奇漫畫（Archie Comics）公司旗下的少年幽默漫畫人物。

## 時代結束

由《Strange Tales》第114期封面可以看出，到了1963年，1940年代的漫畫已被稱作黃金時代。

50年代，麦卡锡主义逐渐占领美国的主流思想，他们主张反对共产党，全国上下大肆互相批斗为“亲共”，很多漫画家和漫画公司都因此受到迫害，这直接导致了黄金时代的结束。
關於黃金時代的結束點各家說法不一，幾個被認為是交接點的事件包括了：
- 1940年代晚期至1950年代早期晦暗的犯罪與恐怖漫畫的興起。此一題材的轉變加上部份因核子爆炸或類似事件所產生的超級英雄的出現，讓部份人（如國家漫畫教師協會（National Association of Comics Art Educators））形容由1940年代中期至1950年代中期的這段時間為漫畫的原子時代（The Atomic Age of Comic Books）。
- 1950年。對快捷漫畫（Timely Comics）公司而言，黃金時代結束於《美國隊長漫畫》（Captain America Comics）75期（1950年二月）宣佈停刊時，在此時該連載漫畫已改名為《美國隊長的怪異故事》（Captain America's Weird Tales）兩期，內容不包含任何超級英雄故事。該公司的主力漫畫，霹靂火領銜的《驚奇懸疑漫畫》（Marvel Mystery Comics）與《海底人漫畫》（Sub-Mariner Comics）均已在1949年六月同時停刊。
- 1951年。由超級英雄團體美國正義協會（Justice Society of America）領銜的《巨星漫畫》(All Star Comics)停刊（此連載漫畫在58期改名為《巨星西部漫畫》（All Star Western）），此事件是超級英雄漫畫銷售長期慘跌的最後一根稻草。快捷漫畫公司的創立人馬丁·古德曼（Martin Goodman）在1951年十一月的漫畫封面上改用了亞特拉斯漫畫公司（Atlas Comics）的標誌。